# Parafia Wniebowzięcia Najświętszej Maryi Panny w Krakowie
Parafia Wniebowzięcia Najświętszej Maryi Panny w Krakowie – parafia rzymskokatolicka należąca do dekanatu Kraków-Centrum archidiecezji krakowskiej przy Placu Mariackim.

## Historia parafii
Została utworzona w 1223.
Kościół parafialny wybudowany w XIV wieku, konsekrowany w 1320.

## Proboszczowie i archiprezbiterzy[1]
Księża proboszczowie parafii Mariackiej:
|   | Proboszcz  | Lata urzędowania |
| - | ---------- | ---------------- |
| 1 | Stefan     | 1224             |
| 2 | Rajnold    | 1294             |
| 3 | Franciszek | 1318             |

Księża archiprezbiterzy parafii Mariackiej:
|    | Archiprezbiter           | Lata urzędowania |
| -- | ------------------------ | ---------------- |
| 1  | Jan Grot                 | 1326             |
| 2  | Andrzej de Verulis       | 1327             |
| 3  | Jan z Lubsicz            | 1329             |
| 4  | Bertrand                 | 1342             |
| 5  | Mikołaj z Kurnika        | 1369–1374        |
| 6  | Kieczon z Książnic       | 1386             |
| 7  | Paweł Nepromis           | 1394             |
| 8  | Mikołaj Piannaster       | 1400             |
| 9  | Mikołaj Pieniążek        | 1401             |
| 10 | Adam z Będkowa           | 1413–1450        |
| 11 | Grzegorz Szworc          | 1450–1485        |
| 12 | Jan Heidecke             | 1500–1512        |
| 13 | Mikołaj Waltek           | 1514–1542        |
| 14 | Tomasz Pszonka           | 1542–1553        |
| 15 | Wojciech Niwiński        | 1563–1583        |
| 16 | Jakub Górski             | 1583–1585        |
| 17 | Hieronim Powodowski      | 1586–1613        |
| 18 | Hieronim Alantsse        | 1613–1614        |
| 19 | Krzysztof Trzciński      | 1614–1640        |
| 20 | Justus Słowikowski       | 1640–1654        |
| 21 | Mikołaj Słowikowski      | 1654–1678        |
| 22 | Grzegorz Januszewicz     | 1678–1700        |
| 23 | Dominik Lochman          | 1700–1723        |
| 24 | Jacek Łopacki            | 1723–1761        |
| 25 | Leonard Kiełczewski      | 1761–1795        |
| 26 | Karol Lochman            | 1795–1803        |
| 27 | Grzegorz Mieroszewski    | 1803–1808        |
| 28 | Jan Hofman               | 1808–1809        |
| 29 | Józef Łańcucki           | 1809–1841        |
| 30 | Ludwik Hasselquist       | 1841–1846        |
| 31 | Franciszek Stachowski    | 1846–1850        |
| 32 | Jan Kalisiewicz          | 1850–1855        |
| 33 | Jan Kogutowicz           | 1855–1873        |
| 34 | Zygmunt Golian           | 1873–1880        |
| 35 | Ludwik Bober             | 1880–1891        |
| 36 | Józef Krzemiński         | 1891–1912        |
| 37 | (Franciszek) Albin Symon | 1913–1918        |
| 38 | Czesław Wądolny          | 1918–1925        |
| 39 | Józef Kulinowski         | 1925–1944        |
| 40 | Ferdynand Machay         | 1944–1967        |
| 41 | Teofil Kurowski          | 1967–1983        |
| 42 | Jan Kościółek            | 1983–1995        |
| 43 | Bronisław Fidelus        | 1995–2011        |
| 44 | Dariusz Raś              | 2011–2025        |
| 45 | Mariusz Słonina          | admin. od 2025   |

## Wspólnoty parafialne
- Zespół Charytatywny
- Apostolstwo Maryjne
- Lektorzy i Ministranci
- Klub Seniora

## Zasięg parafii
Do parafii należą wierni mieszkający w Krakowie (ulice: Bracka, pl. Dominikański 1, 2, Floriańska nry parzyste i nieparzyste do 33, Franciszkańska 1, 3, Gołębia nry parzyste do 10 i nieparzyste do 5, Grodzka nry parzyste do 22 i nieparzyste do 17, Jagiellońska 2, 4, 6, 6a, św. Jana, Św. Krzyża nry parzyste do 16 i nieparzyste do 7, pl. Mariacki, św. Marka nry parzyste do 18 i nieparzyste do 31, Mikołajska nry parzyste do 18 i wszystkie nieparzyste, Na Gródku do nru 11, Pijarska nry parzyste do 12 i nieparzyste do 17, Reformacka, Rynek Główny, Rynek Mały, Sienna, Sławkowska, św. Tomasza nry parzyste do 28 i nieparzyste do 33, Stolarska, Szczepańska nry parzyste do 4 i nieparzyste do 11, pl. Szczepański bez nrów 1, 2, 3, Szewska nry parzyste do 4 i nieparzyste do 11, Szpitalna nry parzyste do 28 i nieparzyste do 19, Wiślna nry parzyste do 12, pl. Wszystkich Świętych 6, 7, 8, 9, 10, 11).